# Artoriopsis expolita
Artoriopsis  es una especie de araña del género Artoriopsis, familia Lycosidae. Fue descrita científicamente por L. Koch en 1877.
Se distribuye por Australia y Nueva Zelanda. La especie se mantiene activa durante todos los meses del año.